# Pontgouin
Pontgouin – miejscowość i gmina we Francji, w Regionie Centralnym, w departamencie Eure-et-Loir.
Według danych na rok 1990 gminę zamieszkiwały 854 osoby, a gęstość zaludnienia wynosiła 34 osoby/km² (wśród 1842 gmin Centre, Pontgouin plasuje się na 467. miejscu pod względem liczby ludności, natomiast pod względem powierzchni na miejscu 491.).